# Michel Jonas
Ne doit pas être confondu avec Michel Jonasz.
Pour les articles homonymes, voir Jonas (homonymie).
Michel Jonas [mi.ʃɛl ʒɔ.nas], né le 17 février 1822 à Luxembourg (Royaume uni des Pays-Bas) et mort le 16 juin 1884 dans la même ville, est un avocat, diplomate, éditeur, fonctionnaire de l'État et homme politique luxembourgeois.

## Biographie
Né au quartier du Grund à Luxembourg, Michel Jonas est le fils de Michel Jonas-Metzler, chapelier originaire de Bernkastel-Kues dans le land de Rhénanie-Palatinat en Allemagne de nos jours. Il fait des études de droit en France et en Allemagne avant de prêter le serment d'avocat au barreau de Luxembourg en 1848. Au cours du Printemps des peuples et malgré son jeune âge, il contribue de manière importante à la publication du journal Luxemburger Wort.
En raison de l'appartenance du Luxembourg à la Confédération germanique, il se porte candidat à l'élection de l'Assemblée nationale constituante d'Allemagne, le Parlement de Francfort, avec Charles-Gérard Eyschen mais sans succès. En revanche, aux élections législatives de septembre 1848, il est élu à la nouvelle Chambre des députés pour le canton d'Echternach. Ses interventions dans les débats parlementaires se font remarqués ainsi que son intérêt à la défense du parti catholique. En ce qui concerne la politique locale, il fait son entrée au conseil communal de la ville de Luxembourg en 1851.
Lors de la formation du gouvernement réactionnaire dirigé par Charles-Mathias Simons, Michel Jonas s'inscrit davantage dans l'opposition mais refuse de suivre ses collègues du Luxemburger Wort sur la voie antidémocratique. Le « coup d'État de 1856 » est un tournant dans la carrière parlementaire de Michel Jonas puisqu'il va, en vain, combattre le « renversement complet de tout l'édifice de nos libertés politiques » que souhaite imposer le roi grand-duc Guillaume III avec la nouvelle Constitution. Aux élections du 17 septembre 1857 pour désigner les trente-et-un représentants de l'Assemblée des États, il est élu dans le district de Luxembourg.
Finalement, en 1860, il fait son entrée dans le gouvernement dirigé par le baron Victor de Tornaco en tant que directeur général de l'Intérieur et de la Justice,. Cette nomination lui vaut de nombreuses critiques de la part de ses anciens collègues car son mandat est marqué par un changement radical de ses opinions politiques. Il prend la décision de quitter le gouvernement en septembre 1863. Il est remplacé par l'avocat-général Bernard-Hubert Neuman.
À partir du 5 avril 1866 et jusqu'à sa mort, Michel Jonas fait partie du Conseil d'État,. En parallèle, il est nommé directeur de l'Administration de l'enregistrement et des domaines. À ce titre, il est à l'origine de la publication du Journal de l'Enregistrement et des Domaines du G.-D. de Luxembourg de 1864 à 1879.
Michel Jonas est chargé d'affaires à Paris de 1867 à 1881. Il est notamment témoin de la Crise luxembourgeoise (1867) et de la guerre franco-allemande (1870). Léonel de Moustier, ministre des Affaires étrangères lui fait part de l'abandon d'une hypothétique annexion du Luxembourg à la France mais également de son refus de conserver une garnison prussienne à Luxembourg. Quelque temps après, la garnison prussienne stationnée dans la forteresse de Luxembourg se retire après la signature du traité de Londres.
Rentré au Luxembourg, il meurt à l'âge de 62 ans d'une « maladie qui le minait depuis longtemps ». Il épouse Marie Hastert (1833-1910) le 11 avril 1861 et eurent trois filles sans postérité : Marie (1862-1914), Ernestine (1866-1937) et Louise (1868-1916).

## Décorations
- Grand officier de l'ordre de la Couronne de chêne[p] (Luxembourg)
- Commandeur de la Légion d'honneur[p] (France)
- Grand-croix de l'ordre d'Isabelle la Catholique[p] (Espagne)
- Commandeur de l'ordre de la Couronne d'Italie[p] (Italie)